# Serapias halacsyana
Serapias halacsyana är en orkidéart som beskrevs av Sóo. Serapias halacsyana ingår i släktet Serapias och familjen orkidéer. Inga underarter finns listade i Catalogue of Life.